# David Samanez Ocampo y Sobrino
David Samanez Ocampo y Sobrino (1866 — 13 de Agosto de 1937) foi um político e Presidente do Peru de 11 de Março de 1931 a 8 de Dezembro de 1931.

## Vida
Filho de José Samanez, serviu como presidente interino do Peru, oficialmente como presidente da Junta do Sul, durante o período de transição de março a dezembro de 1931. Ele supervisionou as mudanças para os estatutos eleitorais que efetivamente trouxeram o voto às massas, levando à crítica - embora altamente polêmica - eleição presidencial de dezembro de 1931, quando Luis Miguel Sánchez Cerro derrotou Victor Raúl Haya de la Torre. A sua nomeação foi fundamental para a sua reputação e elevado prestígio entre os políticos de todas as facções.

## Partido Democrático
Ocampo entrou para a política muito jovem, ingressando no Partido Democrata. 

## Renascimento da lei eleitoral
Uma das conquistas amplamente apreciadas da presidência de Ocampo de oito meses foi o renascimento das leis eleitorais. Isso ele fez ao redigir uma comissão especial composta por nomes como, entre outros, Luis E. Valcárcel, Jorge Basadre Grohmann e Luis Alberto Sanchez. A comissão estabeleceu o sistema de votação secreta e introduziu disposições para a representação das minorias no sistema eleitoral. A comissão também introduziu inovações tecnológicas no sistema eleitoral, livrando-o de muitas redundâncias.